# Dick Tracy e il gas misterioso
Dick Tracy e il gas misterioso (Dick Tracy Meets Gruesome) è un serial cinematografico del 1947 diretto da John Rawlins. Il serial è il quarto e ultimo capitolo della serie cinematografica dedicata al personaggio di Dick Tracy creato da Chester Gould.

## Trama
Tracy e il fidato Pat Patton cercano di identificare i misteriosi autori di una rapina a una banca, guidati dal malvagio Gruesome (Boris Karloff), i quali hanno utilizzato un gas misterioso che paralizza le persone per alcuni minuti senza che queste se ne accorgano.

## Produzione
Il serial è il quarto e ultimo capitolo della serie cinematografica costituita da quattro serial in b/n di media durata (intorno a 60-70 minuti), ispirata al celebre fumetto Dick Tracy creato da Chester Gould. Il serial venne prodotto dalla casa statunitense RKO Pictures, che affidò la realizzazione dei film a registi professionisti. Questa produzione fu preceduta nel 1937 sul grande schermo dal serial di 15 episodi Dick Tracy.
La RKO non aveva voluto Ralph Byrd, protagonista di Dick Tracy, il serial cinematografico del 1937 della Republic Pictures, e lo sostituì per i primi due progetti. Accettò, comunque, di fare tornare Ralph Byrd nei due capitoli successivi girati nel 1947.

## Distribuzione
Negli Stati Uniti il serial cinematografico è stato distribuito con i titoli Dick Tracy Meets Gruesome e Dick Tracy's Amazing Adventure. In italiano il film è stato distribuito anche con il titolo Dick Tracy incontra Gruesome.